# Turecko na Letních olympijských hrách 1936
Turecko se účastnilo Letní olympiády 1936 v německém Berlíně. Zastupovalo ho 48 sportovců (46 mužů a 2 ženy) v 7 sportech.

## Medailisté
| Medaile | Jméno         | Sport | Soutěž                      |
| ------- | ------------- | ----- | --------------------------- |
| Zlato   | Yaşar Erkan   | Zápas | muži, řecko-římský do 61 kg |
| Bronz   | Ahmet Kireççi | Zápas | muži, volný styl do 79 kg   |